# Václav Uhlíř
Václav Uhlíř (* 1954) je český varhaník, organolog a hudební pedagog.

## Životopis
Po maturitě na gymnáziu v Hradci Králové byl přijat na Hudební fakultu Akademie múzických umění v Praze do třídy profesora Jiřího Reinbergera a studium dokončil v roce 1980 u profesora Milana Šlechty. Během studia se úspěšně zúčastnil několika mezinárodních varhanních soutěží.
Od roku 1970 působí na kůru kostela Panny Marie v Hradci Králové jako varhaník a sbormistr. Soustavně se věnuje koncertní činnosti a spolupracuje s různými orchestry, sbory a sólisty. Z jeho četných nahrávek pro Český rozhlas stojí za zmínku zvláště cyklus nahrávek českých historických varhan. Z diskografie Václava Uhlíře je pozoruhodný zejména jeho profilový kompaktní disk s názvem Česká varhanní tvorba. S Jiřím Stivínem, se kterým spolupracuje již 30 let, natočil dvě CD. Věnuje se také pedagogické práci na pardubické konzervatoři, kde kromě hlavního oboru vyučuje improvizaci a organologii. Externě působil na hudební katedře Pedagogické fakulty Univerzity Hradec Králové.
Kromě interpretace a pedagogické činnosti se zajímá i o konstrukční stránku varhan a po ukončení studia na AMU se vyučil v oboru varhanář. Toto komplexní vzdělání hojně uplatňuje ve funkci diecézního organologa, kterou zastává při biskupství v Hradci Králové od roku 1990. Poznatky získané při dokumentování varhan využil také při spolupráci na publikaci Historické varhany v Čechách (nakladatelství Libri, 2000) a zejména v obsáhlé monografii o varhanách královéhradecké diecéze (Garamon a Karmelitánské nakladatelství, 2007). Za dlouholetou službu církvi a zejména péči o varhany v diecézi byl na návrh biskupa Dominika Duky v roce 2008 oceněn papežem Benediktem XVI. vyznamenáním Pro Ecclesia et Pontifice. Vykonává funkci vedoucího v Uměleckém kolektivu Krematoria Pardubice.

## Nahrávky a publikace
- Vlastní profilové CD s názvem Česká varhanní tvorba
- Spolupráce na publikaci Historické varhany v Čechách (nakladatelství Libri, 2000)
- Varhany královéhradecké diecéze (Garamon a Karmelitánské nakladatelství, 2007)